# Calendrier Chongzhen
Le calendrier Chongzhen (崇禎暦, Chóngzhēn lì) ou calendrier Shixian (時憲暦, Shíxiàn lì) est le dernier calendrier chinois luni-solaire.
Développé par les érudits jésuites Johann Schreck et Johann Adam Schall von Bell de 1624 à 1644, le travail est dédié à l'empereur Ming Chongzhen mais ce dernier décède un an avant l'achèvement de ce calendrier. C'est ainsi l'empereur Shunzhi qui le propage au cours de la première année de la dynastie Qing, en changeant le nom du calendrier en calendrier Shixian.
Ce calendrier est utilisé à partir du début de la période Qing jusqu'à l'ère moderne.

## Source de la traduction
- (en) Cet article est partiellement ou en totalité issu de l’article de Wikipédia en anglais intitulé « Chongzhen calendar » (voir la liste des auteurs).